# Le Mondes 100 boeken van de eeuw
Le Mondes 100 boeken van de eeuw is een lijst van de beste boeken uit de twintigste eeuw, gekozen door het Franse publiek.
Zo'n 17.000 Fransen gaven antwoord op de vraag: "Welke boeken zijn in uw herinnering gebleven?" Ze konden kiezen uit een longlist samengesteld door de Franse boekhandel en vooraanstaande journalisten, vooral ook van Le Monde.
Le Monde publiceerde de uiteindelijke lijst in 1999. Ze bevat vooral literaire werken, maar ook non-fictie en strips. Hoewel werken van de hele wereld konden worden gekozen, is de lijst (uiteraard, gezien het publiek) sterk Frans gekleurd.

## De 100 boeken
| Nr. | Titel                                                                           | Auteur                        | Jaar       |
| --- | ------------------------------------------------------------------------------- | ----------------------------- | ---------- |
| 1   | De vreemdeling                                                                  | Albert Camus                  | 1942       |
| 2   | Op zoek naar de verloren tijd                                                   | Marcel Proust                 | 1927       |
| 3   | Het proces                                                                      | Franz Kafka                   | 1925       |
| 4   | De kleine prins                                                                 | Antoine de Saint-Exupéry      | 1943       |
| 5   | Het menselijk tekort                                                            | André Malraux                 | 1933       |
| 6   | Reis naar het einde van de nacht                                                | Louis-Ferdinand Céline        | 1932       |
| 7   | De druiven der gramschap                                                        | John Steinbeck                | 1939       |
| 8   | Voor wie de klok luidt                                                          | Ernest Hemingway              | 1940       |
| 9   | De grote Meaulnes                                                               | Alain-Fournier                | 1913       |
| 10  | Het schuim der dagen                                                            | Boris Vian                    | 1947       |
| 11  | De tweede sekse                                                                 | Simone de Beauvoir            | 1949       |
| 12  | Wachten op Godot (toneel)                                                       | Samuel Beckett                | 1952       |
| 13  | Het zijn en het niet (filosofie)                                                | Jean-Paul Sartre              | 1943       |
| 14  | De naam van de roos                                                             | Umberto Eco                   | 1980       |
| 15  | De Goelag Archipel                                                              | Aleksandr Solzjenitsyn        | 1973       |
| 16  | Paroles (gedichten)                                                             | Jacques Prévert               | 1946       |
| 17  | Alcohol (gedichten)                                                             | Guillaume Apollinaire         | 1913       |
| 18  | Kuifje - De Blauwe Lotus (strip)                                                | Hergé                         | 1936       |
| 19  | Het Achterhuis (dagboek)                                                        | Anne Frank                    | 1947       |
| 20  | Het trieste der tropen                                                          | Claude Lévi-Strauss           | 1955       |
| 21  | Heerlijke nieuwe wereld                                                         | Aldous Huxley                 | 1932       |
| 22  | 1984                                                                            | George Orwell                 | 1949       |
| 23  | Asterix de Galliër (strip)                                                      | René Goscinny / Albert Uderzo | 1959       |
| 24  | De kale zangeres (toneel)                                                       | Eugène Ionesco                | 1952       |
| 25  | Drie verhandelingen over de theorie van de seksualiteit (non-fictie)            | Sigmund Freud                 | 1905       |
| 26  | Het hermetisch zwart                                                            | Marguerite Yourcenar          | 1968       |
| 27  | Lolita                                                                          | Vladimir Nabokov              | 1955       |
| 28  | Ulysses                                                                         | James Joyce                   | 1922       |
| 29  | De woestijn van de Tartaren                                                     | Dino Buzzati                  | 1940       |
| 30  | De valsemunters                                                                 | André Gide                    | 1925       |
| 31  | Le Hussard sur le toit (De huzaar op het dak, niet vertaald)                    | Jean Giono                    | 1951       |
| 32  | De uitverkorene van de heer                                                     | Albert Cohen                  | 1968       |
| 33  | Honderd jaar eenzaamheid                                                        | Gabriel García Márquez        | 1967       |
| 34  | Het geraas en gebral                                                            | William Faulkner              | 1929       |
| 35  | Thérèse Desqueyroux                                                             | François Mauriac              | 1927       |
| 36  | Zazie in de metro                                                               | Raymond Queneau               | 1959       |
| 37  | Verwirrung der Gefühle (verhalen, deels afzonderlijk vertaald)                  | Stefan Zweig                  | 1927       |
| 38  | Gejaagd door de wind                                                            | Margaret Mitchell             | 1936       |
| 39  | Lady Chatterley's Lover                                                         | D.H. Lawrence                 | 1928       |
| 40  | De Toverberg                                                                    | Thomas Mann                   | 1924       |
| 41  | Bonjour tristesse                                                               | Françoise Sagan               | 1954       |
| 42  | De stilte der zee                                                               | Vercors                       | 1942       |
| 43  | Het leven een gebruiksaanwijzing                                                | Georges Perec                 | 1978       |
| 44  | De hond van de Baskervilles                                                     | Arthur Conan Doyle            | 1901-1902  |
| 45  | Onder de zon van Satan                                                          | Georges Bernanos              | 1926       |
| 46  | De grote Gatsby                                                                 | F. Scott Fitzgerald           | 1925       |
| 47  | De grap                                                                         | Milan Kundera                 | 1967       |
| 48  | De onverschilligen                                                              | Alberto Moravia               | 1954       |
| 49  | De moord op Roger Ackroyd                                                       | Agatha Christie               | 1926       |
| 50  | Nadja                                                                           | André Breton                  | 1928       |
| 51  | Aurélien (niet vertaald)                                                        | Louis Aragon                  | 1944       |
| 52  | Le Soulier de satin (De satijnen schoen, niet vertaald)                         | Paul Claudel                  | 1929       |
| 53  | Zes personages op zoek naar een auteur                                          | Luigi Pirandello              | 1921       |
| 54  | De weerstaanbare opkomst van Arturo Ui                                          | Bertolt Brecht                | 1959       |
| 55  | Vrijdag of het andere eiland                                                    | Michel Tournier               | 1967       |
| 56  | Oorlog der werelden                                                             | H. G. Wells                   | 1898       |
| 57  | Is dit een mens                                                                 | Primo Levi                    | 1947       |
| 58  | In de ban van de ring                                                           | J. R. R. Tolkien              | 1954- 1955 |
| 59  | Les Vrilles de la vigne (De ranken van de wijnstok, niet vertaald)              | Colette                       | 1908       |
| 60  | Capitale de la douleur (Hoofdstad van pijn, gedichten, niet integraal vertaald) | Paul Éluard                   | 1926       |
| 61  | Martin Eden                                                                     | Jack London                   | 1909       |
| 62  | Corto Maltese: De ballade van de zilte zee (strip)                              | Hugo Pratt                    | 1967       |
| 63  | De nulgraad van het schrijven (essay)                                           | Roland Barthes                | 1953       |
| 64  | De verloren eer van Katharina Blum                                              | Heinrich Böll                 | 1974       |
| 65  | De kust van de Syrten                                                           | Julien Gracq                  | 1951       |
| 66  | De woorden en de dingen (filosofie)                                             | Michel Foucault               | 1966       |
| 67  | Onderweg                                                                        | Jack Kerouac                  | 1957       |
| 68  | Niels Holgerssons wonderbare reis (kinderboek)                                  | Selma Lagerlöf                | 1906-1907  |
| 69  | A Room of One's Own                                                             | Virginia Woolf                | 1929       |
| 70  | De kronieken van Mars                                                           | Ray Bradbury                  | 1950       |
| 71  | De vervoering van Lol V. Stein                                                  | Marguerite Duras              | 1964       |
| 72  | Proces-verbaal                                                                  | Jean-Marie Gustave Le Clézio  | 1963       |
| 73  | Tropismen                                                                       | Nathalie Sarraute             | 1939       |
| 74  | Dagboek, 1887-1910                                                              | Jules Renard                  | 1925       |
| 75  | Lord Jim                                                                        | Joseph Conrad                 | 1900       |
| 76  | Schriften                                                                       | Jacques Lacan                 | 1966       |
| 77  | Het theater van de wreedheid (essays)                                           | Antonin Artaud                | 1938       |
| 78  | Manhattan Transfer                                                              | John Dos Passos               | 1925       |
| 79  | Fantastische verhalen                                                           | Jorge Luis Borges             | 1944       |
| 80  | Moravagine                                                                      | Blaise Cendrars               | 1926       |
| 81  | De generaal van het dode leger                                                  | Ismail Kadare                 | 1963       |
| 82  | Sophie’s Choice                                                                 | William Styron                | 1979       |
| 83  | Gitaanse Romancero (gedichten)                                                  | Federico García Lorca         | 1928       |
| 84  | Maigret en de onbekende wreker (Pietr-le-Letton)                                | Georges Simenon               | 1931       |
| 85  | Notre-Dame-des-Fleurs                                                           | Jean Genet                    | 1944       |
| 86  | De man zonder eigenschappen                                                     | Robert Musil                  | 1930-1932  |
| 87  | Fureur et mystère (Woede en mysterie, gedichten, niet vertaald)                 | René Char                     | 1948       |
| 88  | De vanger in het graan                                                          | J. D. Salinger                | 1951       |
| 89  | Geen orchideeën voor Miss Blandish                                              | James Hadley Chase            | 1939       |
| 90  | Blake en Mortimer (strip)                                                       | Edgar P. Jacobs               | 1950       |
| 91  | De aantekeningen van Malte Laurids Brigge                                       | Rainer Maria Rilke            | 1910       |
| 92  | Retour Rome                                                                     | Michel Butor                  | 1957       |
| 93  | Totalitarisme (non-fictie)                                                      | Hannah Arendt                 | 1951       |
| 94  | De Meester en Margarita                                                         | Michail Boelgakov             | 1967       |
| 95  | De rozenkruisiging (Sexus, Plexus, Nexus)                                       | Henry Miller                  | 1949-1960  |
| 96  | Het grote slapen                                                                | Raymond Chandler              | 1939       |
| 97  | Amers (Bitter, gedichten, niet integraal vertaald)                              | Saint-John Perse              | 1957       |
| 98  | Guust (strip)                                                                   | André Franquin                | 1957       |
| 99  | Onder de vulkaan                                                                | Malcolm Lowry                 | 1947       |
| 100 | Middernachtskinderen                                                            | Salman Rushdie                | 1981       |